# Aeternus

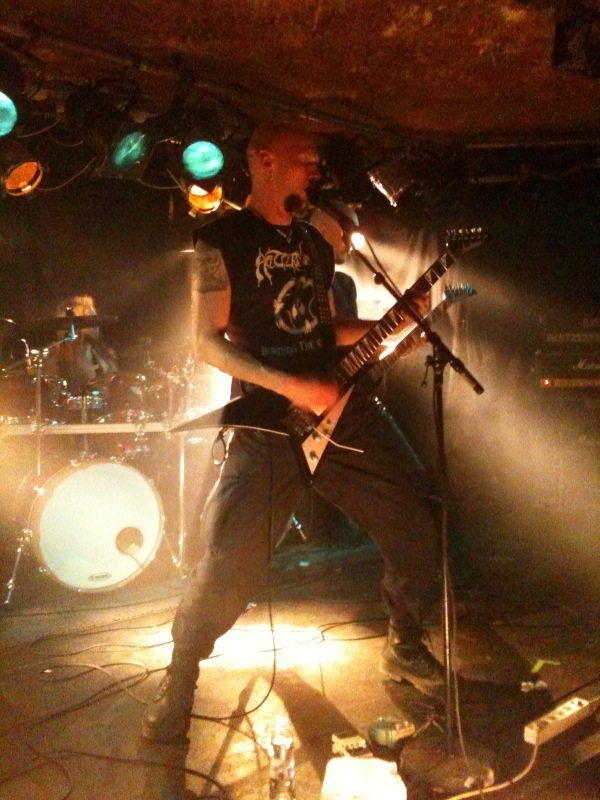
Aeternus in 2009, op de voorgrond Ares

Aeternus is een Noorse black- en deathmetalband.

## Geschiedenis
De band werd in 1993 gevormd door Ronny Hovland (Ares) en wordt beschouwd als de grondleggers van een extreme metalstijl die het beste omschreven kan worden als dark metal. Duistere teksten vergezellen hun harde, agressieve en brute muziek, die vaak ook gecombineerd wordt met rustige, folkachtige passages. Na het album ...And So the Night Became uit 1998 werd de nadruk meer gelegd op deathmetal op hun volgende albums. Op het in 2003 verschenen album A Darker Monument keerde de band weer enigszins terug naar de stijl van hun eerste albums.

## Artiesten
- Ronny Hovland (Ares) - vocalist, gitarist (vanaf 1993)
- V'gandr - bassist (vanaf 2001)
- Dreggen - gitarist (vanaf 2004)
- Phobos - drummer (vanaf oktober 2007)

## Vroegere leden
- Morrigan - bassiste, toetseniste, pianiste (1995 - 2001)
- Radek - gitarist (vanaf 1999 tot 2004)
- Erik - drummer (vanaf 1994 tot begin 2006)
- S.Winter - drummer (vanaf 2006 tot midden 2007)

## Discografie
- 1994 - Walk My Path - demo
- 1995 - Dark Sorcery - View Beyond Records
- 1997 - Beyond the Wandering Moon - Hammerheart Records
- 1997 - Dark Sorcery - heruitgave op Hammerheart Records
- 1998 - ...And So the Night Became - Hammerheart Records
- 1999 - Shadows of Old - Hammerheart Records
- 2000 - Burning the Shroud - Hammerheart Records (compilatiealbum met o.a. 2 nieuwe nummers en 4 livenummers)
- 2001 - Ascension of Terror - Martyr
- 2003 - A Darker Monument - Candlelight Records
- 2006 - HeXaeon - Dark Essence Records
- 2013 - ...And the Seventh His Soul Detesteth - Dark Essence Records